# Beaudry (stanice metra v Montréalu)
Beaudry je jedna z 27 stanic zelené linky montrealského metra (Angrignon – Honoré-Beaugrand), jejíž celková délka je 22,1 km. Ve směru z jihu na sever je tato stanice v pořadí šestnáctá, v opačném směru dvanáctá. Stanice se nachází v hloubce 25,9 m. Její vzdálenost od předchozí stanice Berri-UQAM činí 378,76 metrů, od následující Papineau je vzdálena 495,00 metrů.

## Historie
Stanice Beaudry byla otevřena 21. prosince 1966. Původně ji projektoval Adalbert Niklewicz. V roce 1999 stanice prošla rekonstrukcí, na níž se podíleli Béïque, Thuot a Legault. Umělcem, jehož dílo Tubes arc-en-ciel je umístěno nad vchodem do stanice, je Jacques Thibault.
Z hlediska historie stavby linky se tato stanice nachází v nejstarší části linky, která zahrnuje celkem 10 stanic (od stanice Atwater až po Frontenac), nachází se zhruba uprostřed zelené linky a byla zprovozněna v roce 1966.
Druhý nejstarší úsek je severní část, o kterou se zelená linka rozšířila v roce 1976. Jde o celkem 9 stanic mezi Préfontaine a Honoré-Beaugrand.
Stanice v jižním úseku Angrignon až Lionel-Groulx tvoří služebně nejmladší část zelené linky montrealského metra, která byla otevřena v roce 1978.